# Os Maias (filme)
Os Maias: Cenas da Vida Romântica (também conhecido apenas como Os Maias) é um filme luso-brasileiro de género drama romântico de 2014, escrito e realizado por João Botelho. Baseada na obra homónima de Eça de Queirós, a longa-metragem é protagonizada por Graciano Dias e Maria Flor, interpretando respetivamente Carlos da Maia, o último herdeiro da tradicional família Maia, e Maria Eduarda, o seu misterioso interesse romântico. 
A produção, estreada nos cinemas portugueses a 11 de setembro de 2014 e no Festival do Rio (Brasil) a 28 de setembro do mesmo ano, resultou para além de um Corte teatral, um Corte de realizador com mais 50 minutos de duração e também numa Minissérie de mesmo nome exibida pela RTP1 a 28 de dezembro de 2015.

## Sinopse
Portugal, finais do século XIX. Após uma longa viagem pela Europa, o médico aristocrata Carlos da Maia regressa a Lisboa, para grande alegria do avô, por quem foi criado. Carlos, acompanhado pelo seu grande amigo João da Ega, leva uma vida ociosa e de pequenos prazeres, passando o tempo com amigos e amantes. Até que ele se apaixona por uma bela e misteriosa mulher, recém-chegada à capital, chamada Maria Eduarda. A paixão é correspondida e eles acabam por se envolver. Uns meses depois, Carlos descobre que Maria Eduarda é sua irmã, que ela fora levada pela mãe ainda criança quando esta fugiu do marido. Mesmo sabendo da verdade, ele mantém a relação. Tudo termina abruptamente quando o velho Afonso da Maia, seu avô, morre para expiar o seu terrível pecado. Carlos parte para o exterior. Dez anos mais tarde, Carlos da Maia e o velho amigo João da Ega voltam a encontrar-se em Lisboa.

## Elenco e Personagens

### Principais
| Ator              | Papel                  |
| ----------------- | ---------------------- |
| Graciano Dias     | Carlos da Maia         |
| Maria Flor        | Maria Eduarda          |
| João Perry        | Afonso da Maia         |
| Pedro Inês        | João da Ega            |
| Hugo Mestre Amaro | Dâmaso Salcede         |
| Maria João Pinho  | Condessa de Gouvarinho |
| Adriano Luz       | Conde de Gouvarinho    |
| Filipe Vargas     | Manuel Vilaça          |
| Dinarte Branco    | Marquês de Souselas    |

A história é narrada por Eça de Queirós, pela voz do barítono Jorge Vaz de Carvalho.

### Elenco Adicional
| Ator               | Papel             |
| ------------------ | ----------------- |
| Marcello Urgeghe   | Craft             |
| Pedro Lacerda      | Tomás de Alencar  |
| Rita Blanco        | D. Maria da Cunha |
| José Manuel Mendes | Sr. Guimarães     |
| André Gonçalves    | Castro Gomes      |
| José Neto          | Caetano da Maia   |

## Equipa técnica
- Realizador: João Botelho[3]
- Argumentista: João Botelho
- Fotografia: João Ribeiro[9]
- Produtor: Alexandre Oliveira
- Assistentes de realização: Francisco Pinhão Botelho e João Canto
- Desenho de produção: Silvia Grabowski
- Maquilhagem: Sano de Perpessac
- Montagem: João Braz
- Música: Diogo Vida

## Produção
Os Maias foi produzido por Alexandre Oliveira, da Ar de Filmes, com o Brasil como país coprodutor. A produção custou um milhão e meio de euros, dos quais 600 000 € vieram do Instituto do Cinema e do Audiovisual (ICA), 170 000 € da Câmara Municipal de Lisboa, 120 000 € da Agência Nacional do Cinema (Ancine, o congénere brasileiro do ICA), e o restante do banco Montepio Geral, bem como da compra pela RTP dos direitos de exibição da minissérie.
João Braz é o responsável pela montagem das três versões desta produção:
- Os Maias: Cenas da Vida Romântica, Corte teatral: Versão original de 139 minutos.
- Os Maias: Cenas da Vida Romântica, Corte de realizador: Versão longa de 189 minutos.
- Os Maias, Minissérie: Quatro episódios de 50 minutos.

### Rodagem
A rodagem do filme decorreu entre 14 de outubro e 22 de dezembro de 2013 e teve lugar em Ponte de Lima, Celorico de Basto, Guimarães e Lisboa. A reconstituição dos exteriores da época do argument (o ano de 1875) fez-se em estúdio, a partir de cenários de telas de grandes dimensões da autoria do artista plástico João Queiroz, em particular para figurar a zona do Chiado, em Lisboa. Para os interiores, foram utilizados palacetes de Lisboa, Ponte de Lima e Cabeceiras de Basto.

## Minissérie
O filme conta também com uma versão mais longa para a televisão, no formato de minissérie com quatro episódios, que foi exibida na RTP1 nos dias 28 e 29 de Dezembro de 2015, a partir das 22h45m.

### Sinopse Geral
Na página oficial da RTP pode ler-se a seguinte sinopse: «Os Maias, o filme que João Botelho realizou a partir da obra de Eça de Queiroz, chegam agora em versão alargada aos ecrãs da RTP1, uma minissérie de quatro episódios, com cenas inéditas e personagens mais desenvolvidas.»

### Lista de Episódios
| Episódios | Episódios | Transmissão Original   | Transmissão Original   | Dia da Semana               | Audiências                                      |
| Episódios | Episódios | Estreia de Temp.       | Final de Temp.         | Dia da Semana               | Audiências                                      |
| --------- | --------- | ---------------------- | ---------------------- | --------------------------- | ----------------------------------------------- |
|           | 4         | 28 de dezembro de 2015 | 29 de dezembro de 2015 | Segunda-feira a Terça-feira | 1,6% (rating) 4,3% (share) 71 300 (espetadores) |

Abaixo, estão listados os episódios de Os Maias, exibidos entre 28 e 29 de dezembro de 2015:
| Título | Argumento    | Realização   | Transmissão Original   | Rating |
| --- | ------------ | ------------ | ---------------------- | ------ |
| Episódio n.º 1 | João Botelho | João Botelho | 28 de dezembro de 2015 | 1,5%   |
| No início dos anos 20 do século XIX, o velho Caetano da Maia expulsa de sua casa o filho Afonso, partidário da Revolução Francesa que varre a Europa. Pouco tempo depois, Afonso arrepende-se e com o perdão e o dinheiro do seu pai, casa com a pequena fidalga trigueira Dona Maria Runa e vai viver para Inglaterra. Juntos têm um filho, Pedro da Maia, onde vinte anos depois também se vai revoltar contra o seu pai, pelo seu casamento não consentido com Maria Monforte. Pedro e Maria fogem do país e passados alguns anos regressam a Portugal com a sua filha Maria, mais tarde nasce Carlos. Mas mesmo assim, Afonso recusa a reconciliação. A tragédia espreita. Pedro e o seu filho mais novo, Carlos, voltam para casa do pai Afonso, pois a sua mulher fugiu com o príncipe italiano Tancredo e levou a outra filha, Maria. Toda esta situação leva Pedro a cometer o suicídio. |              |              |                        |        |
| |              |              |                        |        |
| Episódio n.º 2 | João Botelho | João Botelho | 28 de dezembro de 2015 | 1,5%   |
| Entre Afonso da Maia e o seu neto Carlos, constrói-se o último laço forte da velha família Maia. A vida ociosa de Carlos, um médico aristocrata, invariavelmente acompanhado pelo seu amigo João da Ega, conduz a um comportamento sem muitas regras e muitas convicções. Até que se apaixona de verdade por uma mulher bela e cheia de mistérios. |              |              |                        |        |
| |              |              |                        |        |
| Episódio n.º 3 | João Botelho | João Botelho | 29 de dezembro de 2015 | 1,6%   |
| Esta obra literária escrita pelo genial Eça de Queiroz, grande, melodramático, divertido e melancólico, aponta um destino sem remédio, tanto para a família Maia como para Portugal. |              |              |                        |        |
| |              |              |                        |        |
| Episódio n.º 4 | João Botelho | João Botelho | 29 de dezembro de 2015 | 1,6%   |
| Mesmo sabendo que Maria Eduarda é a irmã, a paixão de Carlos não morre e vai ao limite. E depois termina abruptamente porque Afonso da Maia morre para expiar o pecado terrível do seu neto, neto que era a razão da sua existência. Carlos e Ega partem para uma longa viagem de ócio e de pequenos prazeres, mas dez anos depois, voltam a encontrar-se em Lisboa tão diferente e tão igual, a capital de um país a caminho da bancarrota. |              |              |                        |        |
| |              |              |                        |        |

## Temas e estilo
Tal como no romance homónimo de Eça de Queirós, também o filme perpassa a sugestão de uma certa universalidade portuguesa através da abordagem aos temas da hipocrisia social, do culto das aparências e da corrupção no interior da cena política. Críticos comentam como estes temas são tratados de modo a encontrar ressonâncias na sensibilidade do espetador de 2014. De facto, o próprio realizador recusou a ideia de, com Os Maias, estar a produzir um filme de época: "O Portugal dos Maias é igual ao Portugal de hoje". Filomena Antunes Sobral escreve que a transmutação cinematográfica proposta por João Botelho destaca a "atualidade" do romance. A fieldade do argumento de Botelho não se verifica apenas a nível temático, uma vez que segue com detalhe as palavras de Queirós, sendo constituído por transcrições literais do livro.
A adaptação cinematográfica tem sido comentada pelo seu caráter artificioso e operático-teatral. Em 2011, no Teatro de São Carlos, Botelho encenou a ópera Banksters, de Nuno Côrte-Real, com libreto de Vasco Graça Moura e a sua abordagem a Os Maias demonstra influência dessa experiência. Esta produção fílmica estilizada acolhe o artifício teatral, para criar o mundo dos personagens. O artificialismo não é somente assumido, mas realçado, com um propósito de emancipação artístico-autoral.

## Distribuição
Em Portugal, a produção, estreou comercialmente no Teatro Nacional São João a 11 de setembro de 2014. No mesmo dia, estreou o Corte de realizador numa iniciativa exclusiva do Cinema Ideal (Lisboa). No Brasil, a estreia comercial do filme acorreu a 12 de novembro de 2015, em sete cidades: Recife, Salvador, Brasília, Belo Horizonte, São Paulo, Curitiba e Rio de Janeiro. A versão Minissérie foi transmitida originalmente nos dias 28 e 29 de dezembro de 2015, pelas 22:45, na RTP1.

### DVD
O dia 25 de junho de 2015 marcaria o lançamento do DVD de Os Maias. A versão integral do filme em DVD foi também distribuída pela TVGuia a 15 de janeiro de 2016.
| Especificações                                                                            | Conteúdos     | Data de Lançamento          |
| ----------------------------------------------------------------------------------------- | ------------- | --------------------------- |
| - 1 disco - Vídeo: Widescreen 2.35:1 anamórfico 16:9 - Áudio: Português Dolby Digital 5.1 | - 139 minutos | Zona 2: 25 de junho de 2015 |

### Festivais
Os Maias estreou no Brasil a propósito da edição de 2014 do Festival do Rio, a 28 de setembro e integrou a  37a Mostra Internacional de S. Paulo. No mesmo ano, foi selecionado para ser exibido a 23 de outubro no Festival Internacional de Cinema de Roma.
A longa-metragem foi exibida também a 10 de maio de 2016 no Bohemian National Hall (Nova Iorque), como parte do festival de cinema Panorama Europe, na edição de 2018 do Lisbon & Sintra Film Festival e a 12 de setembro de 2019, no International Film Festival Cinematik (Eslováquia).

## Receção

### Audiências
Os Maias, de João Botelho, foi o filme nacional mais visto de 2014, ultrapassando os 122 mil espectadores em sala.
A sua transmissão na RTP1 encontrou uma audiência modesta, porque passou fora do horário nobre e sem promoção. Resultado desta politica do canal público para o cinema português o episódio de estreia de Os Maias foram o trigésimo primeiro programa mais visto do dia, com 1,5% de rating e 4,2% share.

### Crítica
De maneira geral, a crítica a Os Maias: Cenas da Vida Romântica foi positiva, elogiada em particular por ser fiel à obra literária original. Acerca deste aspeto, Irene Fialho (Expresso) escreve que "o rigor sequencial manifesta-se pela primeira vez na analepse, característica dos escritos do século XIX e essencial nos romances de Eça de Queirós, filmada a preto e branco para indicar um passado remoto, contrastando com as cenas do presente da história narrada, em cores vivas e brilhantes".
A crítica especializada apontou algumas reservas quanto às interpretações dos protagonistas. Jorge Mourinha (Público) escreveu que a Graciano Dias e Maria Flor "falta na maior parte do tempo a febre apaixonada que propulsiona a sua história". Acrescenta que as suas performances empalidecem perante "Hugo Mestre Amaro como Dâmaso Salcede, perante a discrição de João Perry como Afonso ou a presença física de Maria João Pinho na Gouvarinho". Muitos outros, tal como Leonardo Ralha (Correio da Manhã) destacaram a interpretação de Pedro Inês: "num filme com tantas interpretações magníficas é um milagre como Pedro Inês sobressai como João da Ega".
Comparando o Corte teatral e o Corte de realizador, a segunda versão foi apontada como superior. João Lameira (À Pala de Walsh) comenta que na versão reduzida "Botelho parece mais apressado, até por pretender abarcar toda a pré-história da narrativa principal (apresentada a preto-e-branco), e a dinâmica de grupo (grupo de personagens, grupo de actores)". Rui Alves de Sousa (Espalha Factos) defende que o Corte de realizador "desenvolve, com um maior interesse e inspiração, o rumo das personagens, os seus sentimentos e as suas posições na sociedade do seu tempo".

### Premiações
| Ano  | Premiação                                         | Categoria                                 | Trabalho                                              | Resultado | Ref.   |
| ---- | ------------------------------------------------- | ----------------------------------------- | ----------------------------------------------------- | --------- | ------ |
| 2014 | Prémios Aquila                                    | Cinema: Melhor atriz secundária           | Rita Blanco                                           | Venceu    |        |
| 2015 | Prémio Autores                                    | Melhor ator                               | Pedro Inês                                            | Indicado  | [ 35 ] |
| 2015 | Prémio Autores                                    | Melhor atriz                              | Maria João Pinho                                      | Indicado  | [ 35 ] |
| 2015 | Prémios Cinema Bloggers                           | Melhor filme português                    | Os Maias: Cenas da Vida Romântica, Alexandre Oliveira | Indicado  |        |
| 2015 | Prémios Cinema Bloggers                           | Melhor realizador                         | João Botelho                                          | Indicado  |        |
| 2015 | Prémios Cinema Bloggers                           | Melhor ator                               | Pedro Inês                                            | Venceu    |        |
| 2015 | Prémios Cinema Bloggers                           | Melhor ator                               | Graciano Dias                                         | Indicado  |        |
| 2015 | Prémios Cinema Bloggers                           | Melhor atriz                              | Maria Flor                                            | Indicado  |        |
| 2015 | Prémios Cinema Bloggers                           | Melhor atriz                              | Ana Moreira                                           | Indicado  |        |
| 2015 | Prémios Cinema Bloggers                           | Melhor argumento                          | João Botelho                                          | Indicado  |        |
| 2015 | Prémios dos Críticos de Cinema Online Portugueses | Melhor filme português                    | Os Maias: Cenas da Vida Romântica, Alexandre Oliveira | Indicado  |        |
| 2015 | Globos de ouro, SIC                               | Melhor filme                              | Os Maias: Cenas da Vida Romântica, Alexandre Oliveira | Venceu    | [ 36 ] |
| 2015 | Globos de ouro, SIC                               | Melhor ator                               | Graciano Dias                                         | Indicado  | [ 36 ] |
| 2015 | Globos de ouro, SIC                               | Melhor ator                               | Graciano Dias                                         | Indicado  | [ 36 ] |
| 2015 | Globos de ouro, SIC                               | Melhor atriz                              | Maria João Pinho                                      | Indicado  | [ 36 ] |
| 2015 | Prémios Sophia da Academia Portuguesa             | Melhor filme                              | Os Maias: Cenas da Vida Romântica, Alexandre Oliveira | Indicado  | [ 37 ] |
| 2015 | Prémios Sophia da Academia Portuguesa             | Melhor realizador                         | João Botelho                                          | Indicado  | [ 37 ] |
| 2015 | Prémios Sophia da Academia Portuguesa             | Melhor ator                               | Graciano Dias                                         | Indicado  | [ 37 ] |
| 2015 | Prémios Sophia da Academia Portuguesa             | Melhor ator secundário                    | João Perry                                            | Venceu    | [ 37 ] |
| 2015 | Prémios Sophia da Academia Portuguesa             | Melhor ator secundário                    | Pedro Inês                                            | Indicado  | [ 37 ] |
| 2015 | Prémios Sophia da Academia Portuguesa             | Melhor atriz secundária                   | Maria João Pinho                                      | Venceu    | [ 37 ] |
| 2015 | Prémios Sophia da Academia Portuguesa             | Melhor cinematografia                     | João Ribeiro                                          | Venceu    | [ 37 ] |
| 2015 | Prémios Sophia da Academia Portuguesa             | Melhor direção artística                  | Silvia Grabowski                                      | Venceu    | [ 37 ] |
| 2015 | Prémios Sophia da Academia Portuguesa             | Melhor guarda-roupa                       | Silvia Grabowski                                      | Venceu    | [ 37 ] |
| 2015 | Prémios Sophia da Academia Portuguesa             | Melhor caracterização                     | Sano De Perpessac                                     | Venceu    | [ 37 ] |
| 2015 | Prémios Sophia da Academia Portuguesa             | Melhor caracterização / Efeitos especiais | Sano De Perpessac                                     | Venceu    | [ 37 ] |
| 2015 | Prémios Sophia da Academia Portuguesa             | Melhor edição                             | João Braz                                             | Indicado  | [ 37 ] |
| 2015 | Prémios Sophia da Academia Portuguesa             | Melhor som                                | Jorge Saldanha                                        | Indicado  | [ 37 ] |
| 2015 | Fundação Screen Actors GDA                        | Performance num papel secundário          | Pedro Inês                                            | Venceu    |        |